# Adapantus brunneus
Adapantus brunneus är en insektsart som beskrevs av Max Beier 1957. Adapantus brunneus ingår i släktet Adapantus och familjen vårtbitare. Inga underarter finns listade i Catalogue of Life.